# Antonio de Padilla

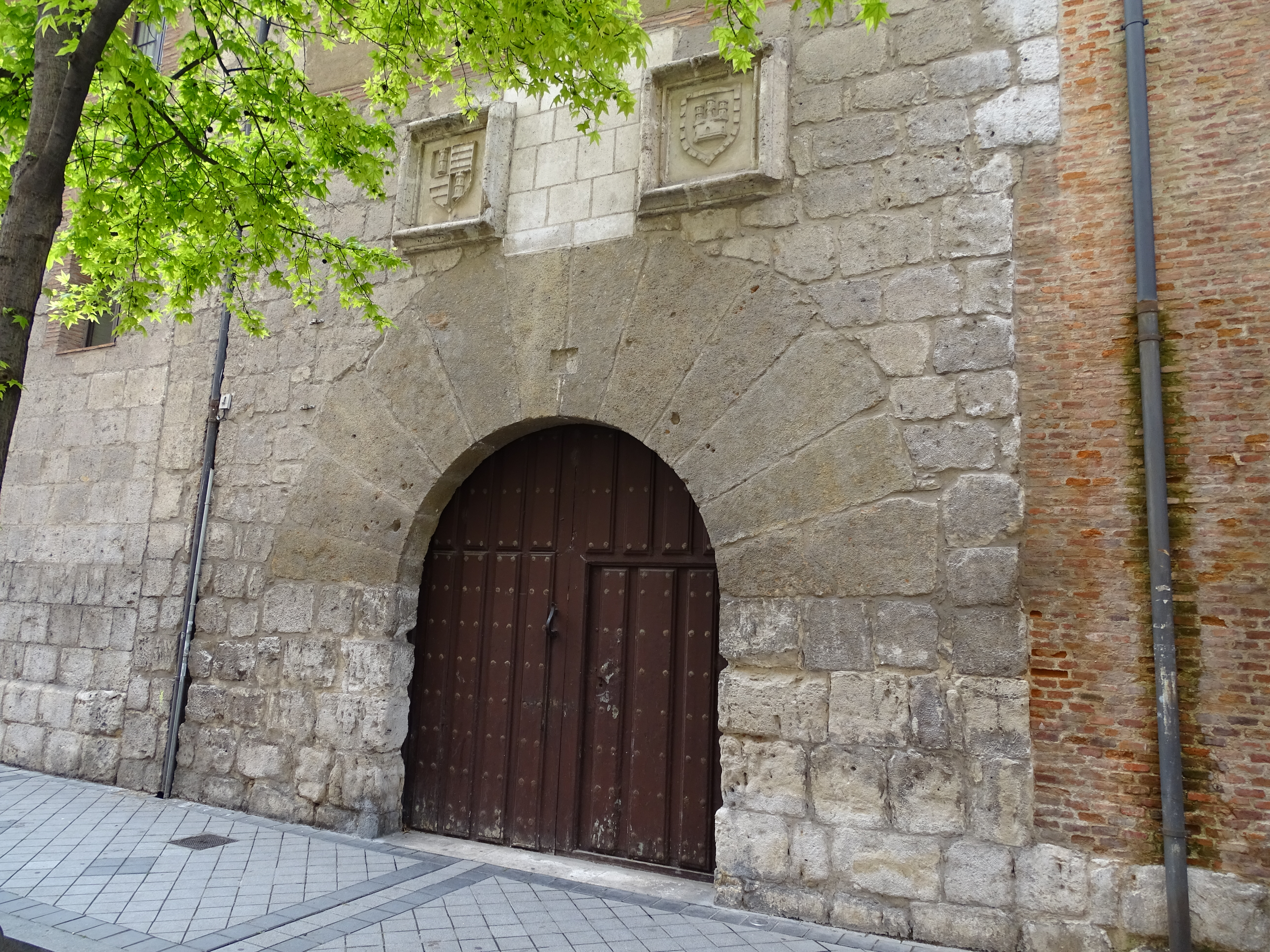
Vista de la portada del colegio de San Ambrosio en Valladolid, de donde fue rector Antonio de Padilla.

Antonio de Padilla y Manrique (1557-Valladolid, 28 de noviembre de 1611) fue un miembro de la alta nobleza, que fue adelantado mayor de Castilla y después, teólogo jesuita español.

## Biografía
Era uno de los hijos del matrimonio formado por Juan de Padilla y Manrique, adelantado mayor de Castilla; y María de Acuña, quien, desde 1592, sería VII condesa de Buendía. Antonio tuvo tres hermanas:
- Casilda de Acuña o Casilda de Padilla (¿?-1618): religiosa carmelita desde 1577, y después abadesa concepcionista.
- Luisa de Padilla (¿?- Lerma 1614), casada con su tío paterno Martín de Padilla y Manrique, profesó una vez viuda como carmelita descalza.
- María de Acuña: profesó como monja dominica en el convento de Santa Catalina de Siena de Valladolid.

Quedó huérfano de padre en 1563, pasando a ser Adelantado Mayor de Castilla. 
A finales de 1571 o principios de 1572 decidió ingresar en la Compañía de Jesús. Esta decisión tuvo un complicado encaje en la sociedad de la época por ser único hermano varón y ostentar desde la muerte de su padre el cargo y título de Adelantado Mayor de Castilla. Su tío materno, Acuña, VI conde de Buendía, mando formar una comisión de 3 religiosos para examinar la intención de su sobrino. La comisión le convenció para que machara a Toledo a comunicarle su intención a su tío paterno Pedro Manrique, canónigo de la catedral de esa ciudad. En esta ciudad llegó a la casa profesa, haciendo de voto de no salir de ella hasta ingresar en la Compañía. Finalmente se consiguió convencerle y volvió a Valladolid.
Finalmente, el 8 de marzo de 1572 con autorización del general de los jesuitas, Francisco de Borja, ingresaría en la casa profesa de la Compañía en Valladolid siendo recibido por Jerónimo de Ripalda. Su tío Gómez Manrique fue el encargado de acompañarle hasta la casa profesa desde la casa de su madre.
Su noviciado en Medina del Campo se inició teniendo como maestro a Baltasar Álvarez. Durante su vida religiosa llevó a cabo tareas de todo tipo, incluyendo aquellas consideradas más humillantes en la época como cargar con un saco o ir a comprar carne al rastro. En 1576, la sucesiva profesión de sus hermanas menores hizo que la disposición de los bienes libres del padre de Antonio, Juan de Padilla, fuera objeto de debate jurídico sobre qué orden religiosa de aquellas en que habían profesado los hermanos debía de gozar de ellos. De este debate llegó a comentar Teresa de Jesús  en carta a Jerónimo Gracián, ya que Casilda de Acuña, tercera de los hermanos había renunciado a su herencia para intentar profesar como carmelita.
Fue profesor de Conciencia o Teología Moral en el Colegio de San Gil de Ávila, pasando después a ser maestro en el Colegio de San Ambrosio en Valladolid, de donde sería rector. El traslado a Valladolid se produjo a ruegos de su madre. En la ciudad de Valladolid, tomó parte de la polémica de auxilis, asunto teológico sobre la gracia que enfrentaba a jesuitas con dominicos. Fue muy cercano a su compañero jesuita Luis de la Puente.Su sobrino y primo hermano Martín, hijo de su hermana Luisa de Padilla fue también jesuita.
Murió en 1611 en Valladolid.